# Ngumbul (Tulakan)
Ngumbul is een bestuurslaag in het regentschap Pacitan van de provincie Oost-Java, Indonesië. Ngumbul telt 4875 inwoners (volkstelling 2010).